# Spider (film)
Spider è un film del 2002 diretto da David Cronenberg. È basato sul romanzo Spider di Patrick McGrath, che ha scritto anche la sceneggiatura.
I protagonisti del film, Ralph Fiennes e Miranda Richardson, hanno ricevuto gli onori della critica (in particolare la Richardson), ma nessuno dei due è stato candidato agli Oscar.

## Trama
Dimesso dopo molti anni da un ospedale psichiatrico, lo schizofrenico Dennis "Spider" Cleg viene ospitato a Londra in una struttura di reinserimento, diretta dalla signora Wilkinson e situata nel quartiere dove ha trascorso l'infanzia negli anni cinquanta. La rivisitazione del luogo fa rivivere nella mente dell'uomo tutti i ricordi di quando era bambino ed egli li trascrive su un taccuino. Questi ricordi si condensano in flashback. Da bambino aveva uno stretto e amoroso legame con la dolce madre e un rapporto distaccato con il padre ipocrita e dedito all'alcol. Una notte questi porta in casa una prostituta, Yvonne, e, come per sostituire la moglie, uccide quest'ultima. A questo terribile ricordo si crea nella mente disturbata di Dennis adulto una profonda ossessione e inclinazione all'indagare, tanto che vede nella signora Wilkinson la prostituta Yvonne; tenta quindi di ucciderla per vendicare la madre, rammentando però che lo aveva già fatto da bambino, di conseguenza la verità si rivela tutt'altra.

## Distribuzione
Il film è stato presentato in anteprima il 21 maggio 2002 al 55º Festival di Cannes, ed ha ricevuto numerosi premi prima di essere distribuito solamente alla fine dell'anno nelle sale di tutto il mondo. In Italia è stato a partire dal 29 novembre. Il film è stato accolto molto bene da critica e pubblico; ha ricevuto un ulteriore premio ai Genie Awards canadesi: miglior regista.

## Accoglienza
Sull'aggregatore Rotten Tomatoes il film riceve l'85% delle recensioni professionali positive con un voto medio di 7,5 su 10 basato su 136 critiche, mentre su Metacritic ottiene un punteggio di 83 su 100 basato su 35 critiche.

## Riconoscimenti
- Genie Awards
  - Miglior regista[3]